# Asola (Lombardei)

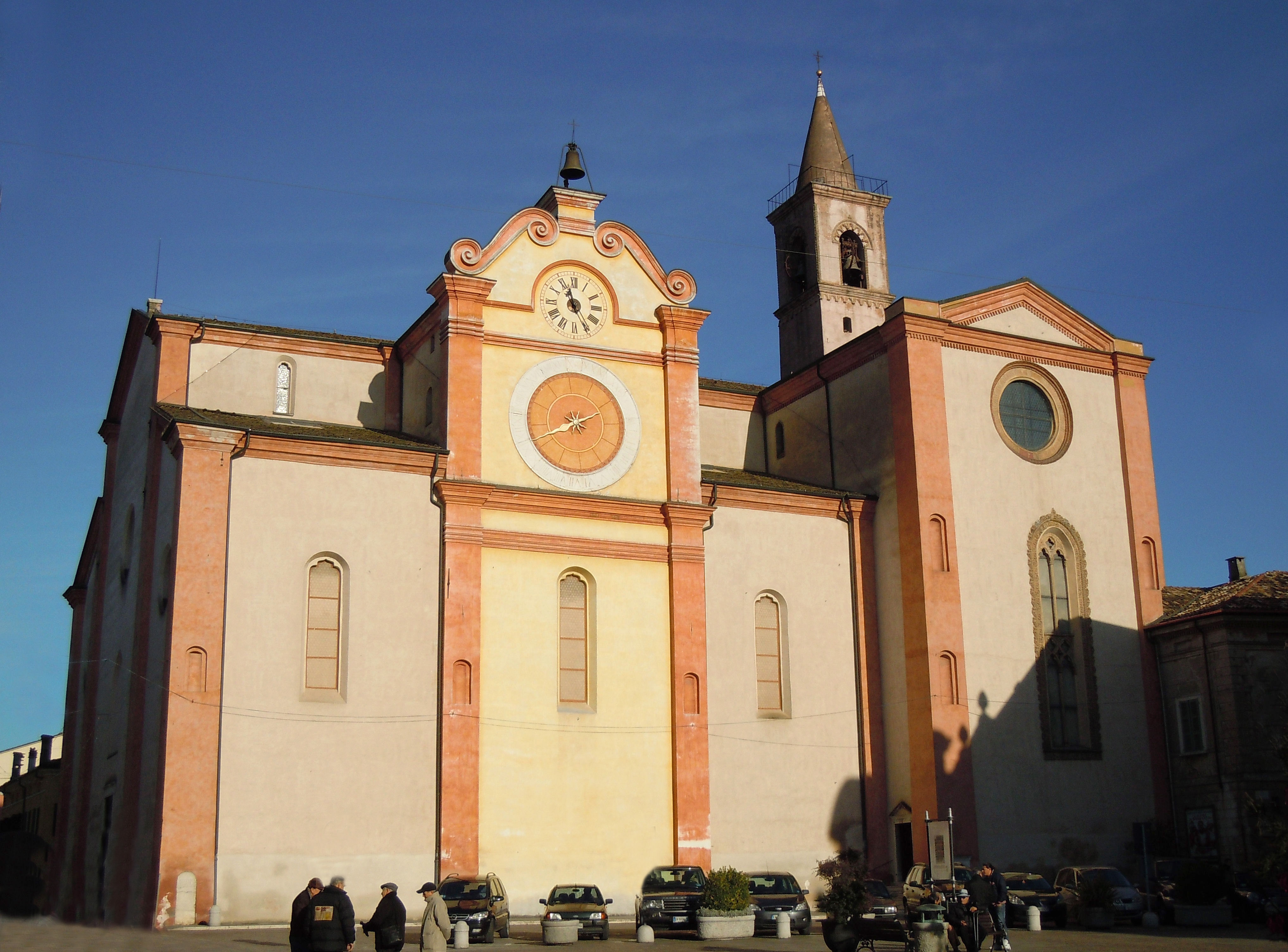
Die Kathedrale in Asola

Asola (Àsula im mantuanischen Dialekt) ist eine italienische Gemeinde mit 10.184 Einwohnern (2015) in der Provinz Mantua in der Lombardei.

## Geographie
Die Gemeinde umfasst die Fraktionen Barchi, Borghetto, Castelnuovo, Gazzuoli, Quattro Strade, San Pietro, Sorbara und Seriole. Die Nachbargemeinden sind: Acquanegra sul Chiese, Canneto sull’Oglio, Casalmoro, Casaloldo, Casalromano, Castel Goffredo, Fiesse (BS), Gambara (BS), Mariana Mantovana, Piubega und Remedello (BS).

## Geschichte
Asola wurde wahrscheinlich im 2. Jahrhundert v. Chr. von gallischen Cenomanen gegründet. 180 v. Chr. römisches Municipium geworden, gelangte es nach dem Fall des Römischen Reichs unter die Herrschaft von Langobarden und der Karolinger. Im Rahmen der Konsolidierung der Signoria kam die Stadt unter den Einfluss von Brescia, konnte sich aber eine relative Autonomie bewahren im Rahmen der so genannten „quadra“.
Die Stadt wurde lange von den Gonzaga, den Herren von Mantua beherrscht wie durch die Visconti von Mailand und Brescia. Im Jahr 1440 entschied sie sich für die Republik Venedig. Die Serenissima konnte die strategische Position der Stadt verbessern und verwandelte sie in eine Festung. Auch förderte sie Wirtschaft und Kultur, wahrte die Autonomie und ließ die alten Privilegien unberührt (città nulli subdita).
Die Hauptkirche Asolas war bis 1818 Kathedrale und Bischofssitz einer Diözese.
Mit dem Fall der Republik Venedig im Jahre 1797 durch Napoleon wurde die Stadt Teil der provisorischen Regierung von Brescia und ging allmählich in die Cisalpinische Republik über, später Repubblica Italiana (1802–1805) genannt, und schließlich das Königreich Italien. Mit dem Ende der napoleonischen Herrschaft im Jahr 1814 wurde sie ein Teil des Königreichs Lombardo-Venetien, abhängig von Kaisertum Österreich.
Viele Asolaner nahmen an den Kämpfen des Risorgimento teil und in Asola selbst traten historische Figuren wie Carlo Alberto, Umberto I. und Giuseppe Garibaldi auf.
Nach dem Zweiten Unabhängigkeits- oder Sardinischen Krieg im Jahre 1859 wurde Asola vom Königreich Sardinien annektiert, bis 1861 das Königreich Italien entstand. Der neue Staat gründete Schulen aller Stufen für Kinder, die von Ferrante Aporti gebaut wurden, und das Gymnasium wurde von Antonio Schiantarelli finanziert. Dies gab weitere Impulse zur Erhöhung der Produktion.
Die Stadt wurde 1893 von der Bahnstrecke Parma–Brescia erreicht und von 1886 bis 1934 fuhren Straßenbahnen nach Mantua und von 1929 bis 1955 nach Cremona.
Als „edle ummauerte Stadt“ im Mittelalter anerkannt, hat Asola seit 1951 wieder Stadtrechte mit seinen Monumenten und seiner tausendjährigen Geschichte.

## Städtepartnerschaften
- Leingarten, Deutschland, seit 2004
- Lésigny, Frankreich, seit 2004

## Söhne und Töchter der Gemeinde
- Nino Mozzo (1911–1978), Radrennfahrer
- Fausto De Stefani (* 1952), Extrembergsteiger
- Enrico Trevisi (* 1963), römisch-katholischer Geistlicher, Bischof von Triest
- Cristian Moreni (* 1972), Radrennfahrer
- Elena Bonetti (* 1974), Mathematikerin und Politikerin (PD, Italia Viva)